# Renaissance de Ngoumou
No confundir con el Renaissance FC, equipo de fútbol de Chad.
El Renaissance FC es un equipo de fútbol de Camerún que juega en la Segunda División de Camerún, la segunda liga de fútbol más importante del país.

## Historia
Fue fundado el 2 de enero del año 2000 en la ciudad de Ngoumou, ubicada a 60 km de Yaundé por el Comité de Nkong-Abok, ubicado a 24 km de Ngoumou. Inmediatamente se unieron a la Federación Camerunesa de Fútbol y se incluyeron en la liga regional de la ciudad de origen.
Lograron ascender a la Primera División de Camerún por primera vez para la temporada 2004, liga en la que permanecieron hasta la temporada 2014 luego de descender.

## Jugadores

### Jugadores destacados
- Eric Ngana
- Jushua Mbuluba